# Roger Darrigade
Roger Darrigade (* 14. Januar 1935 in Narrosse; †  4. November 2009 ebenda) war ein französischer Radrennfahrer und nationaler Meister im Radsport.

## Sportliche Laufbahn
Sein größter Erfolg war der Sieg bei der französischen Meisterschaft im Straßenrennen der Amateure 1955, nachdem er bereits im Jahr zuvor als Dritter auf dem Podium gestanden hatte, als Roger Bourgeois Meister wurde. Im selben Jahr wurde sein Bruder André Darrigade Meister im Straßenrennen der Profis. Von 1956 bis 1963 war er Berufsfahrer. Sein erster Rennstall war Helyett, in dem Jacques Anquetil Kapitän war. Dort gewann er insgesamt elf Rennen, darunter 1960 die Tour du Loiret. Zum Ende der Saison 1970 beendete er seine Laufbahn.

## Ehrungen
Der Verein U.S. Dax organisiert jedes Jahr den Prix du Souvenir Roger Darrigade für  Nachwuchsfahrer.